# Friedrich Benfer
Friedrich Christian Emil Benfer, auch Enrico Benfer, (* 28. August 1907 in Castellammare di Stabia, Italien; † 30. Januar 1996 in Mailand, Italien) war ein deutscher Schauspieler.

## Leben
Benfer, in Italien geboren, kam bereits früh nach Berlin und erhielt hier eine kaufmännische Ausbildung. Als 20-Jähriger hatte er seinen ersten Filmauftritt, und bald schon übernahm er Hauptrollen, anfangs mehrmals unter dem Namen Enrico Benfer. 1928 spielte er erstmals an der Seite von Jenny Jugo, die ein Jahr später seine Frau wurde.
In den 1930er Jahren stagnierte seine Filmkarriere jedoch, und auch Bühnenangebote wie ein Engagement am Deutschen Künstlertheater 1932 waren selten. Seine wichtigsten Rollen spielte er an der Seite seiner Frau, besonders 1935/36 in Mädchenjahre einer Königin als Albert von Sachsen-Coburg und Gotha.
1941 erfolgte die Trennung von Jenny Jugo aufgrund deren Beziehung zu dem Filmproduzenten Eberhard Klagemann.
Nach seinem letzten deutschen Film Das Herz der Königin mit Zarah Leander reiste er nach Rom und wirkte dort in einigen italienischen Filmen mit.
Benfer arbeitete als Lebensmitteleinkäufer im Reichsluftfahrtministerium und verschaffte einigen gefangenen italienischen Partisanen mit gefälschten Papieren eine frühere Haftentlassung. Er wurde am 24. Oktober 1944 zur Wehrmacht eingezogen. Nach Kriegsende gab er den Filmberuf endgültig auf und leitete bis zu seinem Tod sein Unternehmen Benfer Chimica im italienischen Bazzano.
Benfer ließ sich (nach der Trennung 1941) erst 1957 von Jenny Jugo scheiden, nachdem er eine neue Lebensgefährtin gefunden hatte. Trotzdem unterhielt er auch weiterhin Kontakt zu Jugo und deren Lebensgefährten Klagemann, die er in der Folgezeit finanziell unterstützte. Später heiratete er Jenny Jugo erneut, um sich 1992 dann endgültig von ihr zu trennen.

## Filmografie
- 1927: Ich war zu Heidelberg Student
- 1928: Die Carmen von St. Pauli
- 1929: Die Flucht vor der Liebe
- 1929: Die Schmugglerbraut von Mallorca
- 1929: Der Bund der Drei
- 1932: Mein Freund, der Millionär
- 1933: Drei blaue Jungs – ein blondes Mädel
- 1934: ...heute abend bei mir
- 1934: Eine Diva für alle (La Signora di tutti)
- 1934: Herz ist Trumpf
- 1934: Pechmarie
- 1935: Der Außenseiter
- 1935: Kleine Mutti
- 1936: Mädchenjahre einer Königin
- 1936: Die Nacht mit dem Kaiser
- 1938: Revolutionshochzeit
- 1938: Schneider Wibbel
- 1938: Andalusische Nächte
- 1940: Lucrezia Borgia
- 1940: Das Herz der Königin
- 1941: Mutter (Mamma)
- 1941: Confessione
- 1941: Turbine
- 1942: Oro nero